# Belonella belone
Belonella belone är en bläckfiskart som först beskrevs av Chun 1906.  Belonella belone ingår i släktet Belonella och familjen Cranchiidae. Inga underarter finns listade i Catalogue of Life.

## Bildgalleri

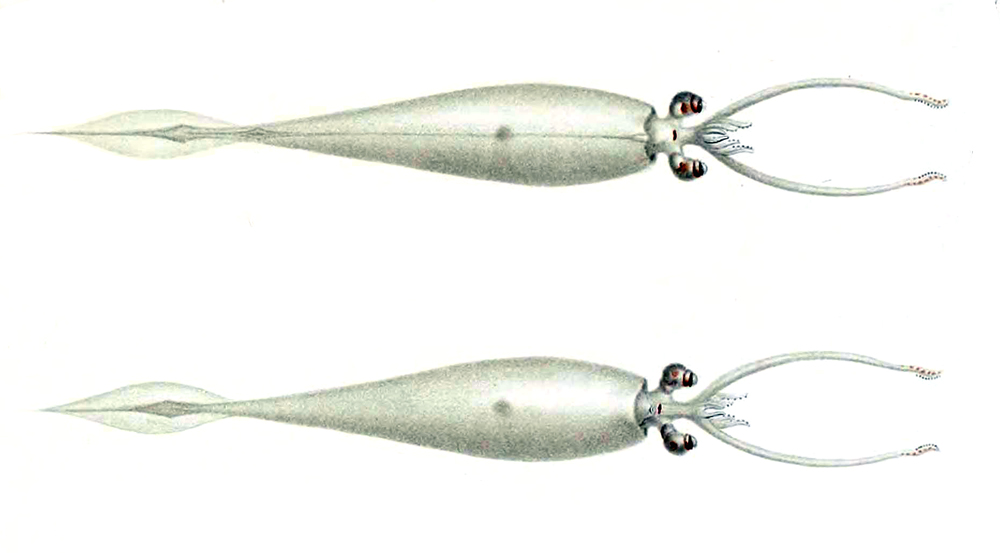